# Kleptoplastija
Kleptoplastija ali kleptoplastidija (grško starogrško κλέπτειν: kleptein - krasti + plastid) je simbiotični fenomen, pri katerem organizmi plastide (največkrat kloroplaste) alg, s katerimi se prehranjujejo, integrirajo v somatske celice in jih uporabljajo v svojih presnovnih procesih. V danem primeru ne gre za običajno oz. pravo sožitje (simbiozo): drugi simbiont ni samostojen organizem z lastnim genomom, pač pa ga dejansko predstavlja kloroplast s svojo DNA. Termin je bil skovan leta 1990 za opis kloroplastne simbioze.

## Vedenjska ekologija
Plastidi so v gostiteljskem organizmu vzdrževani in ohranjajo funkcijo fotosinteze, ki jo organizem izrablja za proizvodnjo hranilnih snovi. Stabilnost plastidov je odvisna od vrste organizma: pri dinoflagelatih vrst Gymnodinium Gymnodinium in Pfisteria piscicida so plastidi fotosintetsko aktivni le nekaj dni, medtem ko so pri vrsti Dinophysis Dinophysis in protistu vrste Myrionecta rubra aktivni 2 meseca.
Tudi morski polži klada Sacoglossa sprejmejo nepoškodovane in funkcionalne kloroplaste od alg, s katerimi se prehranjujejo. Mladi polži preluknjajo celice alg in posrkajo njihovo vsebino. Vsa vsebina, razen kloroplastov, je prebavljena, le-te pa prebavne celice fagocitotsko obdajo z membrano: ujeti kloroplasti zapolnjujejo rastoče in zelo razvejane prebavne cevke, ki se nahajajo pod vrhnjico (epidermisom). Ostanek življenja polži preživijo brez sprejemanja hrane iz okolice na povsem avtotrofen način, kot drugi tipični fotosintetski organizmi. Najdaljši tovrstni način življenja je znan pri golem polžu (Elysia chlorotica) (okoli 10 mesecev), ki se prehranjuje z rumeno algo vrste Vaucheria litorea.

## Genetika in evolucija
Pri golih polžih je bilo sprva domnevano, da so kloroplasti V. litoreae genetsko avtonomni, tj. genom kloroplastov kodira vse proteine, potrebne za fotosintezo, vendar so raziskave domnevo ovrgle, saj je bila odsotnost jedrnih fotosintetskih genov v genomu kloroplasta dokazana. Verjetnejša teorija je lateralni ali horizontalni prenos genov: to potrjuje gen psbO, ki je prisoten v jedrnem genomu polža, in se tudi izraža. Točna pot tega prenosa ni znana, vendar je domnevano, da se potrebni geni prenesejo skupaj s kloroplasti, pri čemer so geni vključeni v jedrni genom, ali pa so za prenos odgovorni endogeni virusi v kloroplastih, saj je smrt polžev tesno povezana s pojavom teh virusov. Endosimbioza med polžem in kloroplasti alge ni dedna in se mora pri vsakem osebku vzpostaviti na novo ter je nujno potrebna za razvoj v odrasli osebek.
V evolucijskem smislu je pri heterotrofnih dinoflagelatih bilo predlagano, da kleptoplastija predstavlja bodisi mehanizem, ki omogoča funkcionalno fleksibilnost, bodisi zgodnjo evolucijsko stopnjo v trajni integraciji kloroplastov.

## Znani kleptoplastični organizmi

### Gostiteljski organizmi
- dinoflagelati
  - Dinophysis Dinophysis
  - Gymnodinium Gymnodinium
  - Pfisteria piscicida
- polži (Gastropoda)
  - Elysia
    - Elysia pusilla
    - goli polž (Elysia chlorotica)
    - rdečepikasti pisanček (Elysia timida)
    - zelenček (Elysia viridis)

  - Oxynoidae
    - Oxynoe olivacea
- protisti
  - Myrionecta rubra

### Alge
- rumene alge
  - Vaucheria litorea
- zelene alge
  - apneni dežniček (Acetabularia acetabulum)
  - Halimeda